# Serra del Castell (Xàtiva)

Serra del Castell des de Bixquert.

La serra del Castell és una petita serra situada al terme de la ciutat valenciana de Xàtiva. Forma, junt a la serra de Vernissa, a l'oest del coll de Bixquert, una unitat orogràfica que s'integra en la serra Grossa, de la qual s'estén paral·lela. Als peus de la serra es troba la ciutat de Xàtiva, capital de la Costera.
La serra del Castell té un relleu espectacularment escarpat (especialment per la cara sud) coronat per la silueta longitudinal del Castell de Xàtiva, que la recorre unint els cims successius i continuant en la Penya Roja, recognoscible per la perpendicularitat de les seues parets.
A l'est del castell l'orografia es diversifica i continua en diversos xicotets promontoris (Calvari, Serreta dels Quatre Aires, Pineda d'Eduardo) separats de la zona nord de Bixquert pel barranc d'Angeliu.
Delimitada entre les dos cadenes muntanyoses paral·leles, la zona sud té el relleu més accidentat que el de la zona nord, caracteritzat per l'existència de dos vessants diferents, separats per una línia de cimes de mitjana altura: Lloma Plana (292 m), l'Agulló (298 m), Lloma Gosalvo (297 m) i Lloma de Pla (291 m).